# Бердычи
Бе́рдычи (укр. Бердичі) — село в Покровском районе Донецкой области Украины. С апреля 2024 года Бердычи находятся под российской оккупацией.

## География
Расположено в 3 км к северу от центра сельского совета — села Орловки, в верховьях реки Дурной, впадающей в Карловское водохранилище. В селе четыре улицы: Казберова, Садовая, Центральная и Мира.

## Население
Численность населения по данным всеукраинской переписи 2001 года составляла 267 человек.

### Языковой состав
Родной язык населения по данным переписи 2001 года:
| Язык       | Численность, чел. | Доля     |
| ---------- | ----------------- | -------- |
| Украинский | 30                | 11,24 %  |
| Русский    | 236               | 88,39 %  |
| Другое     | 1                 | 0,37 %   |
| Итого      | 267               | 100,00 % |

## Вторжение России в Украину (с 2022)
В конце апреля 2024 года, в ходе российского наступления после взятия Авдеевки, село было оккупировано ВС РФ.

## Достопримечательности
В селе находится здание начальной четырёхклассной школы, которое используется для производственных нужд. По неофициальным данным, школу построили в 1928—1930 годы. Корпус школы делился на два класса.

## Известные уроженцы
В Бердычах родился Донецкий городской голова Александр Лукьянченко.